# Miguel Ángel Virasoro
 (janvier 2019).
Miguel Ángel Virasoro (né le 9 mai 1940 à Buenos Aires, où il est mort le 23 juillet 2021) est un physicien argentin qui a fait la majeure partie de ses travaux en Italie.
L'algèbre de Virasoro et les contraintes de Virasoro sont nommées en son honneur. 

## Travaux
Avec Giorgio Parisi et Marc Mézard, Virasoro a découvert l'organisation ultramétrique d'un gaz de spins à basse température en dimension infinie.
Il a été le directeur du International Centre for Theoretical Physics (ICTP) de 1995 à 2002.
Il a enseigné des modèles physico-mathématiques pour l'économie, puis l'électromagnétisme, à l'université La Sapienza de Rome.

## Publications
- M. A. Virasoro, Subsidiary conditions and ghosts in dual-resonance models. Phys. Rev., D1 (1970) pp. 2933–2936. Il s'agit de l'article dans lequel l'algèbre de Virasoro est introduite pour la première fois en théorie des cordes.
- M. Mezard, G. Parisi and M.A. Virasoro, Spin Glass Theory and Beyond (Singapore 1988)